# Plaza del Centenario (San Sebastián)
La plaza del Centenario es un espacio público de la ciudad española de San Sebastián.

## Descripción

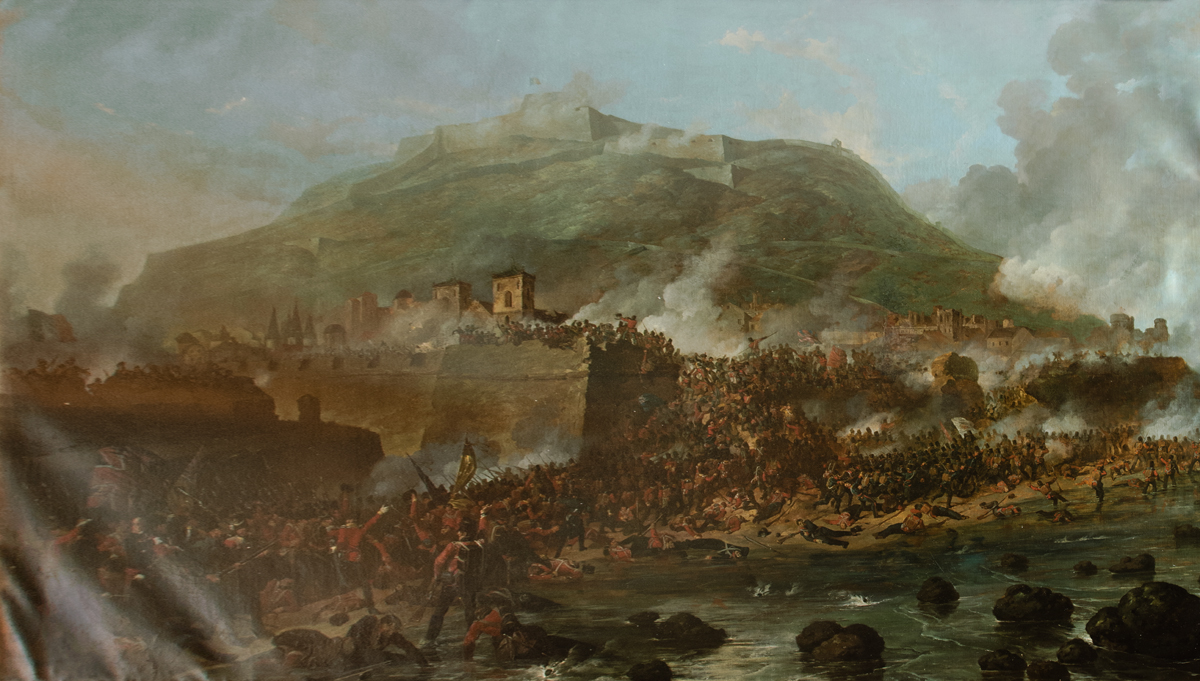
The Storming of San Sebastian on the 31st of August, obra del pintor Denis Dighton. Al asedio de 1813 siguió una reconstrucción de la ciudad, cuyo centenario se conmemoró con varios actos y otorgando el título a esta plaza

La plaza está encerrada entre las calles de Easo, de Pedro Egaña, de Prim y de Urbieta. Con el título, dado en 1916, se pretendían conmemorar los cien años transcurridos desde el comienzo de la reconstrucción de la ciudad que siguió al asedio de 1813. Aparece descrita en Las calles de San Sebastián (1916) de Serapio Múgica Zufiria con las siguientes palabras:

Plaza del Centenario.—En sesión de 5 de Abril de 1916, se acuerda que al espacio que queda en el extremo del Paseo del Arbol de Guernica, lindante con las calles de Prim y Urbieta, se le denomine «Plaza del Centenario», con el objeto de que sirva de dato histórico a la generación presente y a la posteridad, de que hasta allí ha llegado la zona de población a los cien años de haber comenzado la reedificación de la ciudad, que fué el año 1813, como ya queda indicado en el prólogo. El año 1913 para conmemorar el Centenario de la reedificación y el cincuentenario del derribo de murallas, se hicieron grandes festejos a expensas del Excelentísimo Ayuntamiento, y de entonces data el monumento que se ostenta en el campo de Alderdi-eder para recuerdo de tan magno acontecimiento.
(Múgica Zufiria, 1916, p. 156)